# Лимонджян, Амбарцум
Амбарцум Лимонджя́н (арм. Համբարձում Լիմոնջյան; 1768, Константинополь — 29 июня 1839 года, там же) — армянский композитор и музыковед. Изобрёл новую армянскую нотопись, широко применявшуюся в Закавказье в XIX веке, с помощью которой записал армянские церковные песнопения.

## Биография
Амбарцум Лимонджян родился в 1768 году в Константинополе, в бедной семье. Вслед за отцом, он должен был стать портным, но поступил на службу переписчиком к армянскому архитектору Григору Пальяну. Затем, благодаря вокальным данным, он оказывается в доме Ованеса Тюзьяна, где обучается музыкальному искусству. Помимо пения Лимонджян изучает армянскую церковную, греческую и европейскую музыку, в совершенстве овладевает тамбуром. Вскоре он сам начинает преподавать, специализируясь в армянском церковном песнопении. Для фиксации мелодии Лимонджян изобретает собственную нотную запись (в Турции известную как «нотопись Лимонджяна»), которая сменяет сложную арабскую запись и до начала XX века получает широкое распространение сначала в Константинополе, а затем в Закавказье. С её помощью начинают записывать не только церковную музыку, но и национальные городские и народные песни.
Дальнейшую работу по совершенствованию системы армянской нотописи продолжили другие армянские музыканты, в частности, ученик Лимонджяна, Аристакес Ованисян. Завершил её формирование Никогайос Ташчян. Благодаря «нотописи Лимонджяна» тысячи музыкальных произведений Османской империи сохранились до нынешних времён.